# Makrynía
Le dème de Makrynía, en grec moderne : Δήμος Μακρυνείας / Dímos Makrynías, est un ancien dème du district régional d'Étolie-Acarnanie en Grèce. En 2010, il est fusionné au sein du dème d'Agrínio.
Selon le recensement de 2011, la population du dème compte 3 681 habitants.